# Đội tuyển bóng đá quốc gia Singapore
Đội tuyển bóng đá quốc gia Singapore (tiếng Trung: 新加坡國家足球隊; tiếng Mã Lai: Pasukan bola sepak kebangsaan Singapura; tiếng Anh: Singapore national football team) là đội tuyển cấp quốc gia của Singapore do Hiệp hội bóng đá Singapore quản lý.
Trận thi đấu quốc tế đầu tiên của đội tuyển Singapore là trận gặp đội tuyển Hàn Quốc vào năm 1953. Thành tích tốt nhất của đội cho đến nay là vị trí thứ tư của đại hội Thể thao châu Á 1966 cùng với 4 lần vô địch AFF Cup giành được vào các năm 1998, 2004, 2007, 2012. Đội đã một lần tham dự cúp bóng đá châu Á là vào năm 1984 với tư cách là chủ nhà. Tại giải năm đó, đội chỉ thắng một trận trước Ấn Độ, hòa một trận trước Iran, thua hai trận trước Trung Quốc và UAE, do đó dừng bước ở vòng bảng.

## Danh hiệu
- Vô địch Đông Nam Á: 4

Vô địch: 1998; 2004; 2007; 2012
- Bóng đá nam tại SEA Games:

 1983; 1985; 1989
 1975; 1991; 1993; 1995

## Thành tích quốc tế

### Giải vô địch bóng đá thế giới
| Năm           | Thành tích               |
| ------------- | ------------------------ |
| 1930 đến 1974 | Không tham dự            |
| 1978 đến 2026 | Không vượt qua vòng loại |
| Tổng cộng     | 0/13                     |

### Cúp bóng đá châu Á
| Năm           | Thành tích               | Trận                     | Thắng                    | Hòa                      | Thua                     | Bàn thắng                | Bàn thua                 |
| ------------- | ------------------------ | ------------------------ | ------------------------ | ------------------------ | ------------------------ | ------------------------ | ------------------------ |
| 1956          | Bỏ cuộc                  | Bỏ cuộc                  | Bỏ cuộc                  | Bỏ cuộc                  | Bỏ cuộc                  | Bỏ cuộc                  | Bỏ cuộc                  |
| 1960          | Không vượt qua vòng loại | Không vượt qua vòng loại | Không vượt qua vòng loại | Không vượt qua vòng loại | Không vượt qua vòng loại | Không vượt qua vòng loại | Không vượt qua vòng loại |
| 1964          | Bỏ cuộc                  | Bỏ cuộc                  | Bỏ cuộc                  | Bỏ cuộc                  | Bỏ cuộc                  | Bỏ cuộc                  | Bỏ cuộc                  |
| 1968          | Không vượt qua vòng loại | Không vượt qua vòng loại | Không vượt qua vòng loại | Không vượt qua vòng loại | Không vượt qua vòng loại | Không vượt qua vòng loại | Không vượt qua vòng loại |
| 1972          | Bỏ cuộc                  | Bỏ cuộc                  | Bỏ cuộc                  | Bỏ cuộc                  | Bỏ cuộc                  | Bỏ cuộc                  | Bỏ cuộc                  |
| 1976 đến 1980 | Không vượt qua vòng loại | Không vượt qua vòng loại | Không vượt qua vòng loại | Không vượt qua vòng loại | Không vượt qua vòng loại | Không vượt qua vòng loại | Không vượt qua vòng loại |
| 1984          | Vòng 1                   | 4                        | 1                        | 1                        | 2                        | 3                        | 4                        |
| 1988          | Bỏ cuộc                  | Bỏ cuộc                  | Bỏ cuộc                  | Bỏ cuộc                  | Bỏ cuộc                  | Bỏ cuộc                  | Bỏ cuộc                  |
| 1992 đến 2023 | Không vượt qua vòng loại | Không vượt qua vòng loại | Không vượt qua vòng loại | Không vượt qua vòng loại | Không vượt qua vòng loại | Không vượt qua vòng loại | Không vượt qua vòng loại |
| 2027          | Chưa xác định            | Chưa xác định            | Chưa xác định            | Chưa xác định            | Chưa xác định            | Chưa xác định            | Chưa xác định            |
| Tổng cộng     | 1 lần vòng 1             | 4                        | 1                        | 1                        | 2                        | 3                        | 4                        |

### Á vận hội
- (Nội dung thi đấu dành cho cấp đội tuyển quốc gia cho đến kỳ Đại hội năm 1998)

| Năm           | Thành tích                          | Trận                                | Thắng                               | Hòa                                 | Thua                                | Bàn thắng                           | Bàn thua                            |
| ------------- | ----------------------------------- | ----------------------------------- | ----------------------------------- | ----------------------------------- | ----------------------------------- | ----------------------------------- | ----------------------------------- |
| 1951          | Không tham dự, là thuộc địa của Anh | Không tham dự, là thuộc địa của Anh | Không tham dự, là thuộc địa của Anh | Không tham dự, là thuộc địa của Anh | Không tham dự, là thuộc địa của Anh | Không tham dự, là thuộc địa của Anh | Không tham dự, là thuộc địa của Anh |
| 1954          | Vòng bảng                           | 2                                   | 0                                   | 1                                   | 1                                   | 2                                   | 7                                   |
| 1958          | Vòng bảng                           | 2                                   | 0                                   | 0                                   | 2                                   | 2                                   | 4                                   |
| 1962          | Không tham dự                       | Không tham dự                       | Không tham dự                       | Không tham dự                       | Không tham dự                       | Không tham dự                       | Không tham dự                       |
| 1966          | Hạng tư                             | 7                                   | 2                                   | 1                                   | 4                                   | 11                                  | 15                                  |
| 1970 đến 1986 | Không tham dự                       | Không tham dự                       | Không tham dự                       | Không tham dự                       | Không tham dự                       | Không tham dự                       | Không tham dự                       |
| 1990          | Vòng bảng                           | 3                                   | 1                                   | 0                                   | 2                                   | 7                                   | 13                                  |
| 1994 đến 1998 | Không tham dự                       | Không tham dự                       | Không tham dự                       | Không tham dự                       | Không tham dự                       | Không tham dự                       | Không tham dự                       |
| Tổng cộng     | 1 lần hạng tư                       | 14                                  | 3                                   | 2                                   | 9                                   | 22                                  | 39                                  |

### Giải vô địch bóng đá Đông Nam Á
| Năm       | Thành tích    | Trận | Thắng | Hòa | Thua | Bàn thắng | Bàn thua |
| --------- | ------------- | ---- | ----- | --- | ---- | --------- | -------- |
| 1996      | Vòng bảng     | 4    | 2     | 1   | 1    | 7         | 2        |
| 1998      | Vô địch       | 5    | 4     | 1   | 0    | 9         | 2        |
| 2000      | Vòng bảng     | 4    | 2     | 0   | 2    | 4         | 2        |
| 2002      | Vòng bảng     | 3    | 1     | 1   | 1    | 3         | 6        |
| 2004      | Vô địch       | 8    | 6     | 2   | 0    | 23        | 10       |
| 2007      | Vô địch       | 7    | 2     | 5   | 0    | 18        | 6        |
| 2008      | Bán kết       | 5    | 3     | 1   | 1    | 10        | 2        |
| 2010      | Vòng bảng     | 3    | 1     | 1   | 1    | 3         | 3        |
| 2012      | Vô địch       | 7    | 4     | 1   | 2    | 11        | 6        |
| 2014      | Vòng bảng     | 3    | 1     | 0   | 2    | 6         | 7        |
| 2016      | Vòng bảng     | 3    | 0     | 1   | 2    | 1         | 3        |
| 2018      | Vòng bảng     | 4    | 2     | 0   | 2    | 7         | 5        |
| 2020      | Bán kết       | 6    | 3     | 1   | 2    | 10        | 8        |
| 2022      | Vòng bảng     | 4    | 2     | 1   | 1    | 6         | 6        |
| 2024      | Bán kết       | 6    | 2     | 1   | 3    | 8         | 10       |
| Tổng cộng | 4 lần vô địch | 67   | 32    | 17  | 18   | 114       | 66       |

### SEA Games
- (Nội dung thi đấu dành cho cấp đội tuyển quốc gia cho đến kỳ Đại hội năm 1999)

| Năm           | Thành tích           | Trận          | Thắng         | Hòa           | Thua          | Bàn thắng     | Bàn thua      |
| ------------- | -------------------- | ------------- | ------------- | ------------- | ------------- | ------------- | ------------- |
| 1959 đến 1961 | Không tham dự        | Không tham dự | Không tham dự | Không tham dự | Không tham dự | Không tham dự | Không tham dự |
| 1965          | Vòng sơ loại         | 2             | 0             | 0             | 2             | 1             | 6             |
| 1967 đến 1969 | Không tham dự        | Không tham dự | Không tham dự | Không tham dự | Không tham dự | Không tham dự | Không tham dự |
| 1971          | Vòng bảng            | 2             | 0             | 0             | 2             | 2             | 11            |
| 1973          | Hạng tư              | 4             | 1             | 2             | 1             | 2             | 4             |
| 1975          | Huy chương đồng      | 3             | 0             | 2             | 1             | 4             | 5             |
| 1977          | Vòng bảng            | 2             | 0             | 0             | 2             | 1             | 7             |
| 1979          | Vòng bảng            | 4             | 1             | 1             | 2             | 4             | 8             |
| 1981          | Hạng tư              | 4             | 1             | 1             | 2             | 5             | 4             |
| 1983          | Huy chương bạc       | 4             | 3             | 0             | 1             | 12            | 3             |
| 1985          | Huy chương bạc       | 4             | 2             | 1             | 1             | 6             | 4             |
| 1987          | Vòng bảng            | 2             | 0             | 2             | 0             | 0             | 0             |
| 1989          | Huy chương bạc       | 4             | 2             | 1             | 1             | 7             | 4             |
| 1991          | Huy chương đồng      | 4             | 2             | 2             | 0             | 4             | 1             |
| 1993          | Huy chương đồng      | 5             | 3             | 2             | 0             | 16            | 5             |
| 1995          | Huy chương đồng      | 6             | 3             | 2             | 1             | 11            | 5             |
| 1997          | Hạng tư              | 6             | 2             | 2             | 2             | 6             | 6             |
| 1999          | Hạng tư              | 6             | 3             | 2             | 1             | 8             | 5             |
| Tổng cộng     | 3 lần huy chương bạc | 62            | 23            | 20            | 19            | 89            | 78            |

## Đội hình
Đội hinh dưới đây sau khi hoàn thành ASEAN Cup 2024.
Số liệu thống kê tính đến ngày 3 tháng 1 năm 2022 sau trận gặp Đài Bắc Trung Hoa.
| Số | VT | Cầu thủ                   | Ngày sinh (tuổi)  | Trận | Bàn | Câu lạc bộ            |
| -- | -- | ------------------------- | ----------------- | ---- | --- | --------------------- |
| 1  | TM | Izwan Mahbud              | 14 tháng 7, 1990  | 57   | 0   | Lion City Sailors     |
| 12 | TM | Syazwan Buhari            | 22 tháng 9, 1992  | 3    | 0   | BG Tampines Rovers    |
|    | TM | Rudy Khairullah           | 19 tháng 7, 1994  | 0    | 0   | Geylang International |
|    |    |                           |                   |      |     |                       |
| 2  | HV | Irfan Najeeb              | 31 tháng 7, 1999  | 5    | 1   | BG Tampines Rovers    |
| 3  | HV | Ryhan Stewart             | 15 tháng 2, 2000  | 19   | 0   | Albirex Niigata (S)   |
| 4  | HV | Nazrul Nazari             | 11 tháng 2, 1991  | 66   | 0   | Hougang United        |
| 5  | HV | Amirul Adli               | 13 tháng 1, 1996  | 29   | 0   | BG Tampines Rovers    |
| 11 | HV | Shakir Hamzah             | 20 tháng 10, 1992 | 68   | 4   | Geylang International |
| 15 | HV | Lionel Tan                | 5 tháng 6, 1997   | 15   | 3   | Lion City Sailors     |
| 17 | HV | Jordan Emaviwe            | 9 tháng 4, 2001   | 2    | 0   | Balestier Khalsa      |
| 19 | HV | Raoul Suhaimi             | 18 tháng 9, 2005  | 0    | 0   | Young Lions           |
| 21 | HV | Safuwan Baharudin         | 22 tháng 9, 1991  | 117  | 13  | Selangor              |
| 22 | HV | Christopher van Huizen    | 28 tháng 11, 1992 | 24   | 1   | Lion City Sailors     |
|    | HV | Ryaan Sanizal             | 31 tháng 5, 2002  | 3    | 0   | Young Lions           |
|    |    |                           |                   |      |     |                       |
| 6  | TV | Shah Shahiran             | 14 tháng 11, 1999 | 27   | 1   | BG Tampines Rovers    |
| 7  | TV | Kyoga Nakamura            | 25 tháng 4, 1996  | 4    | 1   | BG Tampines Rovers    |
| 8  | TV | Shahdan Sulaiman          | 9 tháng 5, 1988   | 90   | 6   | Hougang United        |
| 14 | TV | Hariss Harun (Đội trưởng) | 19 tháng 11, 1990 | 135  | 11  | Lion City Sailors     |
| 16 | TV | Hami Syahin               | 16 tháng 12, 1998 | 27   | 0   | Lion City Sailors     |
|    |    |                           |                   |      |     |                       |
| 9  | TĐ | Glenn Kweh                | 26 tháng 3, 2000  | 16   | 0   | BG Tampines Rovers    |
| 10 | TĐ | Faris Ramli               | 24 tháng 8, 1992  | 84   | 14  | BG Tampines Rovers    |
| 13 | TĐ | Taufik Suparno            | 31 tháng 10, 1995 | 10   | 0   | BG Tampines Rovers    |
| 20 | TĐ | Shawal Anuar              | 29 tháng 4, 1991  | 39   | 16  | Lion City Sailors     |
| 23 | TĐ | Abdul Rasaq Akeem         | 16 tháng 6, 2001  | 2    | 0   | Lion City Sailors     |
| 24 | TĐ | Naqiuddin Eunos           | 12 tháng 1, 1997  | 5    | 1   | Geylang International |
| 25 | TĐ | Farhan Zulkifli           | 10 tháng 11, 2002 | 4    | 1   | Hougang United        |

### Từng triệu tập
| Vt | Cầu thủ             | Ngày sinh (tuổi)  | Số trận | Bt | Câu lạc bộ            | Lần cuối triệu tập               |
| --- | ------------------- | ----------------- | ------- | -- | --------------------- | -------------------------------- |
| TM | Aizil Yazid         | 24 tháng 12, 2004 | 0       | 0  | Young Lions           | October 2024 Training Camp       |
| TM | Hairul Syirhan      | 21 tháng 8, 1995  | 0       | 0  | Geylang International | September 2024 Training Camp     |
| TM | Hassan Sunny        | 2 tháng 4, 1984   | 115     | 0  | Albirex Niigata (S)   | v. Thái Lan, 11 June 2024 RET    |
| TM | Zharfan Rohaizad    | 21 tháng 2, 1997  | 0       | 0  | Lion City Sailors     | v. Thái Lan, 11 June 2024        |
| |                     |                   |         |    |                       |                                  |
| HV | Nur Adam Abdullah   | 13 tháng 4, 2001  | 10      | 0  | Young Lions           | AFF Cup Preliminary Squad        |
| HV | Irfan Fandi         | 13 tháng 8, 1997  | 48      | 2  | Port                  | October 2024 Training Camp       |
| HV | Fairuz Fazli        | 20 tháng 1, 2005  | 0       | 0  | Young Lions           | October 2024 Training Camp       |
| HV | Ho Wai Loon         | 20 tháng 8, 1993  | 7       | 0  | Albirex Niigata (S)   | September 2024 Training Camp     |
| HV | Darren Teh          | 19 tháng 8, 1996  | 0       | 0  | Balestier Khalsa      | September 2024 Training Camp     |
| HV | Faizal Roslan       | 30 tháng 5, 1995  | 0       | 0  | Tanjong Pagar United  | September 2024 Training Camp     |
| HV | Joshua Pereira      | 10 tháng 10, 1997 | 6       | 0  | Geylang International | v. Thái Lan, 11 June 2024        |
| HV | Zulqarnaen Suzliman | 29 tháng 3, 1998  | 27      | 0  | Lion City Sailors     | v. Trung Quốc, 26 March 2024 INJ |
| HV | Jared Gallagher     | 18 tháng 1, 2002  | 0       | 0  | BG Tampines Rovers    | v. Trung Quốc, 26 March 2024     |
| HV | Kieran Teo          | 6 tháng 4, 2004   | 0       | 0  | Young Lions           | v. Trung Quốc, 26 March 2024     |
| |                     |                   |         |    |                       |                                  |
| TV | Anumanthan Kumar    | 14 tháng 7, 1994  | 41      | 0  | Lion City Sailors     | AFF Cup Preliminary Squad        |
| TV | Joel Chew           | 9 tháng 2, 2000   | 6       | 0  | BG Tampines Rovers    | AFF Cup Preliminary Squad        |
| TV | Syed Firdaus Hassan | 30 tháng 5, 1998  | 1       | 0  | Albirex Niigata (S)   | AFF Cup Preliminary Squad        |
| TV | Harhys Stewart      | 20 tháng 3, 2001  | 4       | 0  | Chiangrai United      | October 2024 Training Camp       |
| TV | Jacob Mahler        | 10 tháng 4, 2000  | 12      | 3  | Muangthong United     | October 2024 Training Camp       |
| TV | Ajay Robson         | 6 tháng 12, 2003  | 0       | 0  | Hougang United        | October 2024 Training Camp       |
| TV | Rezza Rezky         | 8 tháng 11, 2000  | 0       | 0  | Tanjong Pagar United  | September 2024 Training Camp     |
| TV | Song Ui-young       | 8 tháng 11, 1993  | 25      | 4  | Lion City Sailors     | v. Thái Lan, 11 June 2024        |
| TV | Zulfahmi Arifin     | 5 tháng 10, 1991  | 65      | 1  | Persebaya Surabaya    | v. Trung Quốc, 26 March 2024     |
| |                     |                   |         |    |                       |                                  |
| TĐ | Iqbal Hussain       | 6 tháng 6, 1993   | 9       | 0  | Geylang International | AFF Cup Preliminary Squad        |
| TĐ | Zikos Chua          | 15 tháng 4, 2002  | 0       | 0  | Geylang International | October 2024 Training Camp       |
| TĐ | Ilhan Fandi         | 8 tháng 11, 2002  | 15      | 2  | BG Pathum United      | October 2024 Training Camp       |
| TĐ | Ikhsan Fandi        | 9 tháng 4, 1999   | 38      | 18 | BG Pathum United      | October 2024 Training Camp       |
| TĐ | Daniel Goh          | 13 tháng 8, 1999  | 5       | 0  | Albirex Niigata (S)   | v. Thái Lan, 11 June 2024        |
| TĐ | Hafiz Nor           | 22 tháng 8, 1988  | 29      | 2  | Lion City Sailors     | v. Trung Quốc, 26 March 2024     |
| Notes: - COV Cầu thủ vắng mặt do COVID / Cảnh báo COVID - INJ Cầu thủ rút lui khỏi đội hình do chấn thương - PRE Đội hình sơ bộ - STA Cầu thủ dự bị - SUS Cầu thủ bị đình chỉ - RET Đã giải nghệ khỏi đội tuyển quốc gia - WD Cầu thủ rút lui khỏi đội hình |                     |                   |         |    |                       |                                  |